# Gosposka ulica, Maribor
Gosposka ulica leži v centru mesta Maribor. Mestno ulico so poimenovali Herren Gasse oz. Gosposka ulica, ki so jo prvič omenili leta 1488. Del severno od tod do Slovenske ulice se je imenoval Kleine Herren Gasse oz. Mala gosposka ulica in del od Slovenske ulice do Mestnega parka je imenoval Obere Herren Gasse oz. Zgornja gosposka ulica danes pa se imenuje Tyrševa ulica. Do 19. st. se je po Zgornji gosposki ulici dalo priti do mestnega obzidja, skozi katera so vodila majhna vrata čez mestni jarek. Služila je v predvsem v vojne namene in hitri komunikaciji med različnimi deli mesta.  Leta 1876 so vse 3 dele ulice poimenovali Herren Gasse, leta 1919 pa so jo poslovenili v Gosposka ulica.